# ذا واكينغ ديد: ميشون
ذا واكينغ ديد: ميشون هي لعبة مغامرة صدرت في عام 2016 من تطوير شركة "تلتيل غيمز"، وهي مبنية على سلسلة القصص المصورة "الموتى السائرون". تدور أحداث اللعبة بين الإصدارين 126 و139 من السلسلة المصورة، وتعرض الأحداث التي مرت بها ميشون خلال مغادرتها المؤقتة لمجموعة الناجين التي يقودها ريك غرايمز في خضم نهاية العالم. قامت ساميرا وايلي بأداء صوت ميشون في اللعبة. اللعبة مكونة من ثلاث حلقات وصدرت في فبراير 2016 لأجهزة الحاسوب الشخصي، وأجهزة بلاي ستيشن 3 وبلاي ستيشن 4، وإكس بوكس 360 وإكس بوكس وان، والأجهزة المحمولة.